# Alison Wright
Alison Wright (Canberra, 2 de febrer de 1980) és una ciclista australiana que va competir en ruta i en ciclisme en pista.

## Palmarès en ruta
- 2002
  - Vencedora d'una etapa al Tour de Snowy
- 2003
  - 1a al Gran Premi de Brissago
  - Vencedora d'una etapa al Trofeu d'Or
- 2004
  - Vencedora d'una etapa al Tour de l'Aude

## Palmarès en pista

### Resultats a laCopa del Món en pista
- 2004
  - 1a a Manchester, en Scratch